# 单叶地黄连
单叶地黄连（学名：Munronia unifoliolata），为楝科地黄连属下的一个植物种。